# Aicha Duihi
Aicha Duihi es una activista saharaui de los derechos humanos y es la presidenta del Observatorio del Sáhara para la Paz, Democracia y Derechos Humanos, y defendió los campamentos del Frente Polisario en la Provincia de Tindouf en el sudoeste de Argelia en la frontera con el Sáhara Occidental. Específicamente, Duihi actúa como portavoz de las personas secuestradas y cautivas que se encuentran recluidas en los campamentos del Frente Polisario y busca combatir la propaganda y desinformación dirigida a las mujeres vulnerables. En 2019, ganó el Premio Europeo al Liderado Internacional de Mujeres en el Parlamento europeo.
Como presidenta del Observatorio del Sáhara, Duihi es responsable de comunicarse con otras ONGs sobre áreas de preocupación e interés. Con la Red Independiente de Derechos Humanos y la liga del Sáhara para la Democracia y los Derechos Humanos, Duihi emitió un comunicado que condena el silencio internacional sobre el estado de los campamentos del Frente Polisario en Tindouf y Lahmada, específicamente incidiendo en los juicios arbitrarios y arresto de periodistas y activistas de derechos humanos.
Duihi también presionó al Consejo de Seguridad de las Naciones Unidas para abordar la desigualdad y la discriminación basadas en el sexo en lo que respecta al papel de las mujeres en el establecimiento de la paz en la región. Con este fin, colaboró en la creación de numerosas iniciativas y proyectos ciudadanos dirigidos a la mejora de las condiciones de los niños, así como a iniciativas que procuran frenar el tráfico humano.